# Головний сервісний центр МВС України
Головний сервісний центр МВС (ГСЦ МВС) — згідно з концепцією реформи державного управління для надання платних та безоплатних послуг в Міністерстві внутрішніх справ створено Головний сервісний центр. ГСЦ МВС бере безпосередню участь у реалізації державної політики у сфері надання адміністративних послуг.
Серед основних функцій та послуг сервісних центрів МВС — видача та обмін посвідчень водія, реєстрація та перереєстрація транспортних засобів, видача та зберігання номерних знаків, а також оформлення дозволу на перевезення небезпечних вантажів. На базі сервісного центру можна скласти іспит для отримання права керування транспортними засобами. Повний перелік послуг можна знайти на сайті ГСЦ МВС.
Оскільки доцільність існування є спірним, а корупція не подолана — ведуться дискусії щодо доцільності існування даної структури.

## Місія та бачення сервісних центрів МВС
Сервісні центри МВС працюють з людьми та для людей, зміцнюючи довіру до державних послуг.
Сервісні центри МВС — лідер з надання державних послуг. В основі їх роботи — люди, ефективність рішень та передові технології.

## Створення та структура
Головний сервісний центр МВС створений 7 листопада 2015 року на виконання постанови Кабінету Міністрів України від 28 жовтня 2015 року № 889 «Про утворення територіальних органів з надання сервісних послуг Міністерства внутрішніх справ». Він є міжрегіональним територіальним органом Міністерства внутрішніх справ.
Система сервісних центрів МВС включає Головний сервісний центр, регіональні сервісні центри областей, Автономної Республіки Крим та міст Києва і Севастополя, а також територіальні сервісні центри МВС, які на правах відділів входять до складу відповідних регіональних сервісних центрів.
Наразі в Україні функціонує 156 сервісних центрів.
Головний сервісний центр МВС очолює начальник, який призначається на посаду та звільняється державним секретарем МВС.
Система сервісних центрів МВС має таку структуру:
- Головний сервісний центр МВС (самостійні структурні підрозділи)
- Регіональні сервісні центри ГСЦ МВС
- Територіальні сервісні центри РСЦ ГСЦ МВС

## Керівництво ГСЦ МВС
- Малиш Олександр Олегович — Т. в. о. начальника Головного сервісного центру МВС — Перший заступник начальника Головного сервісного центру МВС (з 2025)[3];
- Сорока Павло Володимирович — Заступник начальника Головного сервісного центру МВС — начальник регіонального сервісного центру в місті Києві (з 2024)[4];
- Онуфрей Андрій Павлович — Заступник начальника Головного сервісного центру МВС з питань впровадження цифрових інновацій (з 2025)[4];
- Демінська Ганна Вадимівна — Заступник начальника Головного сервісного центру МВС (з 2025)[5].

## Керівництво РСЦ та ТСЦ
Поточний склад керівництва РСЦ та ТСЦ 
- РСЦ та ТСЦ у Вінницькій, Черкаській та Кіровоградський областях (філія ГСЦ МВС) — начальник Гайду Сергій Васильович;
- РСЦ ГСЦ МВС у Дніпропетровській та Запорізькій областях — начальник Степанов Володимир Олегович;
- РСЦ ГСЦ МВС в Донецькій, Луганській областях, АР Крим та м. Севастополь — начальник Шпарага Костянтин Геннадійович;
- РСЦ ГСЦ МВС в Київській та Чернігівській областях — начальник Петров Сергій Євгенович;
- РСЦ ГСЦ МВС в м. Києві — начальник Сорока Павло Володимирович;
- РСЦ ГСЦ МВС у Львівській, Івано-Франківській та Закарпатській областях — начальник Панчишин Максим Юрійович;
- РСЦ та ТСЦ МВС в Одеській, Миколаївській та Херсонській областях (філія ГСЦ МВС) — начальник Гулько Вадим Володимирович;
- РСЦ ГСЦ МВС в Рівненській, Волинській та Житомирській областях — начальник Ковальчук Віталій Федорович;
- РСЦ ГСЦ МВС в Харківській, Полтавській та Сумській областях — начальник Крейнер Дмитро Юрійович;
- РСЦ ГСЦ МВС в Хмельницькій, Тернопільській та Чернівецькій областях - начальник Мельник Ігор Миколайович

## Кабінет водія
У грудні 2018 року ГСЦ МВС презентували Електронний кабінет водія. Тепер онлайн можна:
- побачити повну інформацію про всі ТЗ у вашій власності
- перевірити усі накладені штрафи за порушення ПДР та за необхідності сплатити їх
- записатися в електронну чергу до сервісного центру МВС на конкретний час
- зробити замовлення індивідуальних номерних знаків
- перевірити будь-яке авто, зареєстроване в Україні, за VIN-кодом (сплачується окремо).

Створити власний кабінет водія можна скориставшись одним із способів авторизації:
- Mobile ID
- BankID
- Електронний цифровий підпис (ЕЦП)